# Radlinghausen
Radlinghausen ist ein Dorf im östlichen Sauerland im Land Nordrhein-Westfalen. Die bis Ende 1974 selbstständige Gemeinde bildet heute mit 139 Einwohnern (Stand 31. Dezember 2021)  nach Esshoff und Rixen die drittkleinste Ortschaft der Stadt Brilon. Das Dorf ist landwirtschaftlich geprägt.

## Geografie
Radlinghausen liegt etwa acht Kilometer nordöstlich von Brilon entfernt in den Briloner Höhen. Nachbarorte von Radlinghausen sind Thülen, Madfeld, Nehden und Rösenbeck. Nördlich des Dorfes liegt das Haus Almerfeld.

## Geschichte
Radlinghausen wurde erstmals 1306 als Ratynchusen erwähnt. Das Gut Radlinghausen wurde zu dieser Zeit von Volpert Baecken und seiner Ehefrau Margarethe an die Verspersslegelle und an das Haus Scharfenberg verkauft. Bürgen waren Engelbert van Brilon und der Rüthener Bürgermeister Rodenberch.
Radlinghausen ist das einzige, noch erhaltene Wagendorf in Nordrhein-Westfalen. 1493 erwarb das Kloster Bredelar die Grundherrschaft, die es bis 1803 behielt. Radlinghausen gehörte vom 19. Jahrhundert bis zur kommunalen Neugliederung in Nordrhein-Westfalen zum Amt Thülen.
Gegen Ende des Zweiten Weltkriegs wurden auch in Radlinghausen wegen Luftangriffen Evakuierte im Dorf untergebracht. Im März 1945 trafen einige Männer des Volkssturm im Dorf ein. Am 28. März erreichten versprengte Soldaten der Wehrmacht mit LKWs das Dorf um sich einzuquartieren. Am 29. März erreichte eine Marschgruppe aus dem Briloner Wehrertüchtigungslager das Dorf. Diese Jugendlichen sollten in Richtung Nordosten marschieren, um dort eine „Abwehr“ zu bilden. Wenig später erreichten US-Panzer aus Richtung Haus Almerfeld das Dorf. Die deutschen Soldaten flohen oder versteckten sich. Ein US-Soldat sprengte eine Geldkasse und warf den Inhalt auf die Straße. Die Dorfbewohner plünderten die Kasse und die deutschen Militär-LKWs. Für eine Nacht mussten Dorfbewohner einige Häuser für die US-Truppen räumen. Später durchkämmten US-Streifen das Dorf.
Im Zweiten Weltkrieg fielen sieben Radlinghäuser als Soldaten, zumeist an der Ostfront.
Seit dem 1. Januar 1975 ist das Dorf eine Ortschaft der Stadt Brilon.

## Politik

### Wappen
| Wappen der ehemaligen Gemeinde | Blasonierung: In Blau ein goldenes achtspeichiges Rad. Beschreibung: Es handelt sich um ein redendes Wappen, bei dem das Rad auf den Namen der Gemeinde anspielt. Die Farben sind frei gewählt. Die amtliche Genehmigung erfolgte am 4. Juni 1954. |

## Kultur und Sehenswürdigkeiten
Die Radlinghauser Kapelle der Heiligen Dreifaltigkeit wurde von 1947 bis 1949 von den Dorfbewohnern aus Kalkstein-Bruchsteinen gefertigt. Radlinghausen gehört zum Pastoralverbund Thülen.
In der Dorfmitte gibt es einen Teich. Das Dorf ist als Doppelrundling aufgebaut. In der Nähe des Dorfes wurden Quarzkristalle gefunden.

## Windpark
Östlich von Radlinghausen entstand in den letzten Jahren ein Windpark mit mittlerweile 39 Windkraftanlagen (28 der Firma Enercon, sechs der Firma Tacke, zwei der Firma Südwind, zwei der Firma Fuhrländer und eine der Firma DeWind). Anfang 2011 wurden vier alte Windkraftanlagen der Firma Nordex durch eine 179 m hohe E-82-Anlage der Firma Enercon ersetzt. 2017 wurde der Windpark um acht weitere E-82-Anlagen erweitert.

### Übersicht über die im Windpark installierten Anlagen
| Firma      | Typ     | Anzahl | Baujahr | Gesamthöhe (in m) | Leistung (in kW)   |
| ---------- | ------- | ------ | ------- | ----------------- | ------------------ |
| DeWind     | D6      | 1      | 2002    | 107,5             | 1.250              |
| Enercon    | E-48    | 1      | 2006    | 100               | 800                |
| Enercon    | E-66    | 12     | 2004    | 131               | 1.500              |
| Enercon    | E-82    | 6      | 2006    | 139               | 2.000              |
| Enercon    | E-82 E2 | 1      | 2010    | 179               | 2.300              |
| Enercon    | E-82 E2 | 8      | 2017    | 179               | 2.300              |
| Fuhrländer | FL 70   | 2      | 2005    | 138,5             | 1.500              |
| Südwind    | S46     | 2      | 1999    | 97                | 600                |
| Tacke      | 1.5s    | 6      | 1999    | 99,95             | 1.500              |
| Gesamt     |         | 39     |         |                   | 65.950 (65.950 MW) |

## Ansichten

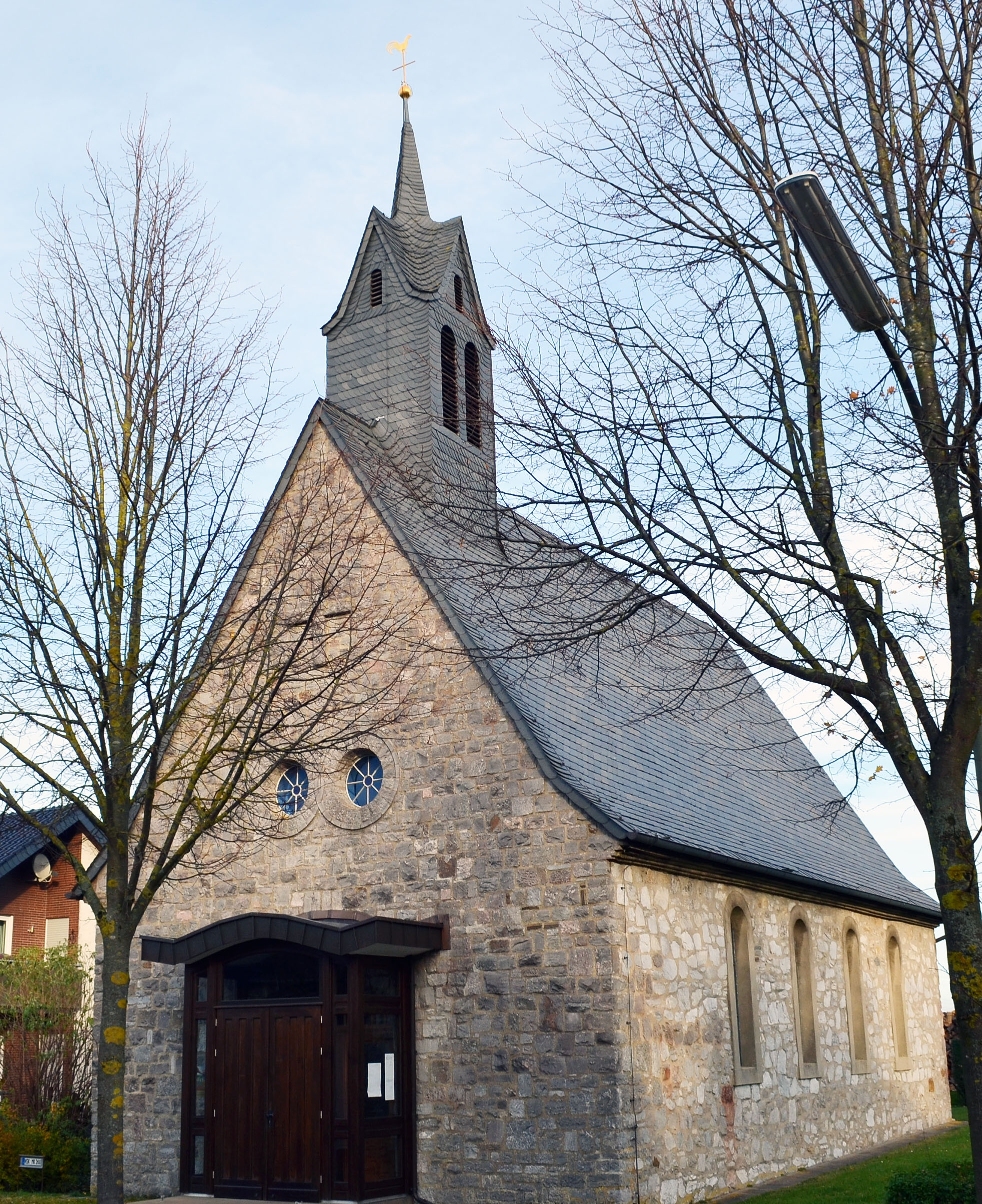
Kapelle der Heiligen Dreifaltigkeit
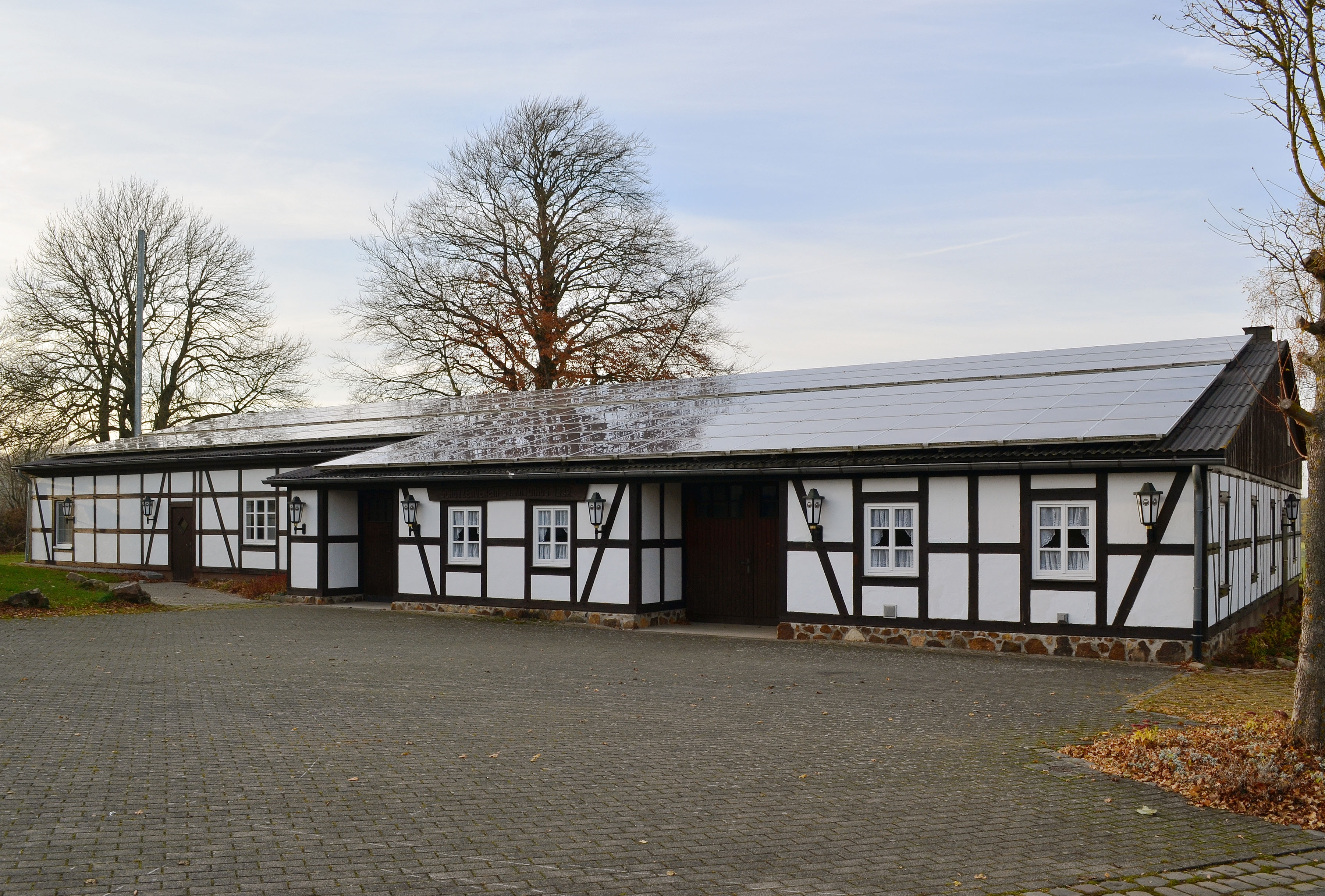
Schützenhalle
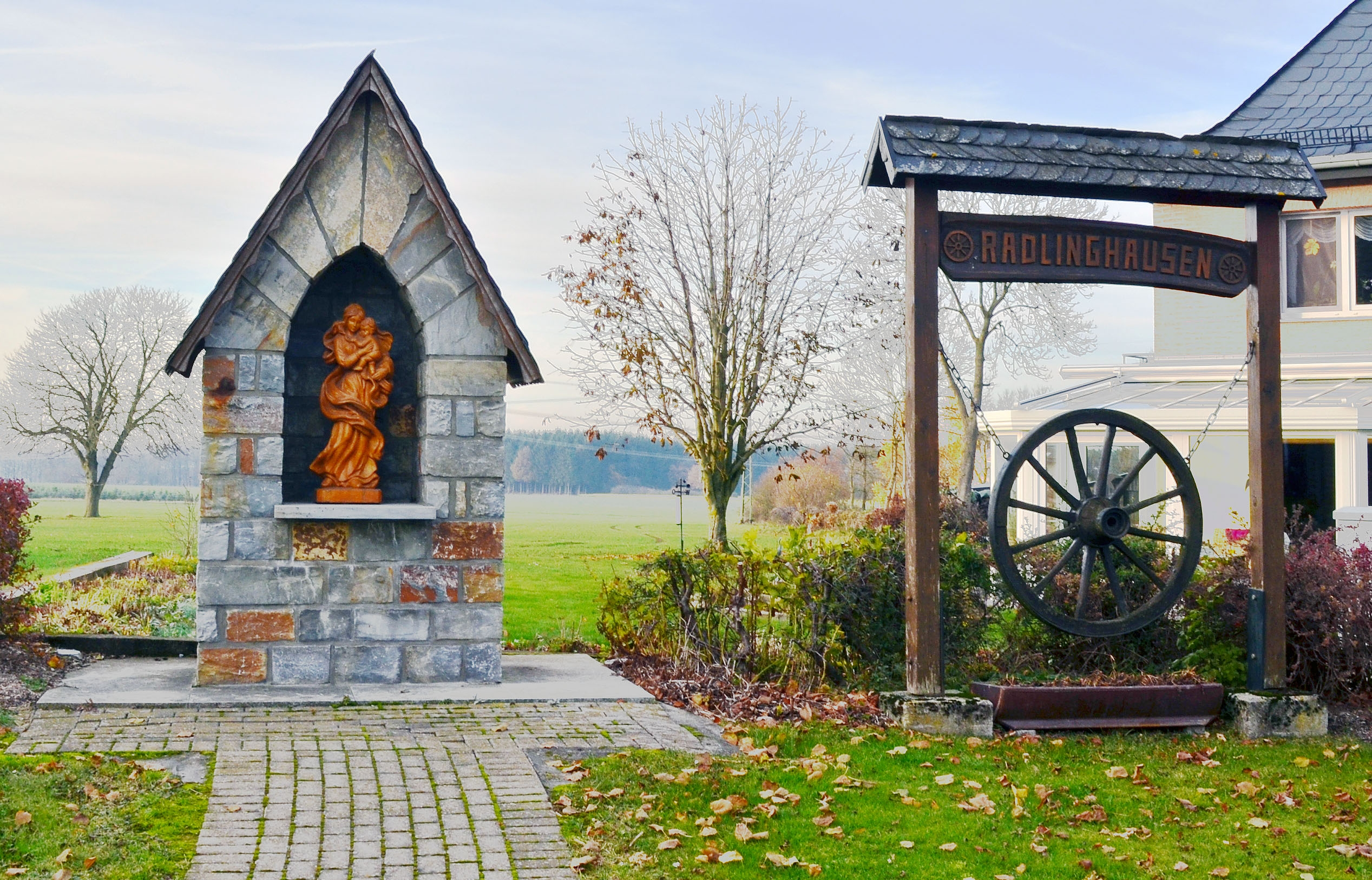
Marienhäuschen in der Ortsmitte
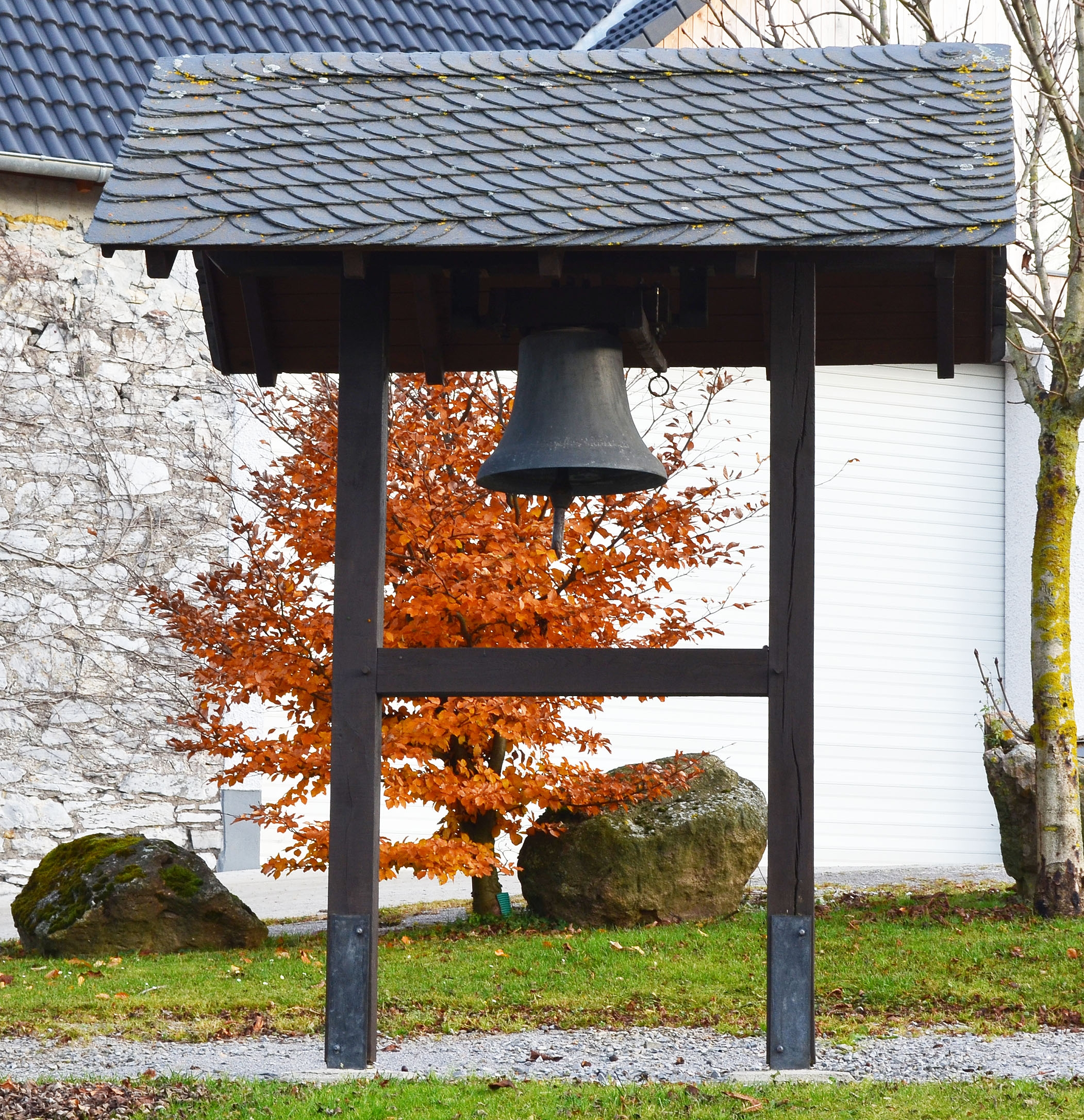
Glocke
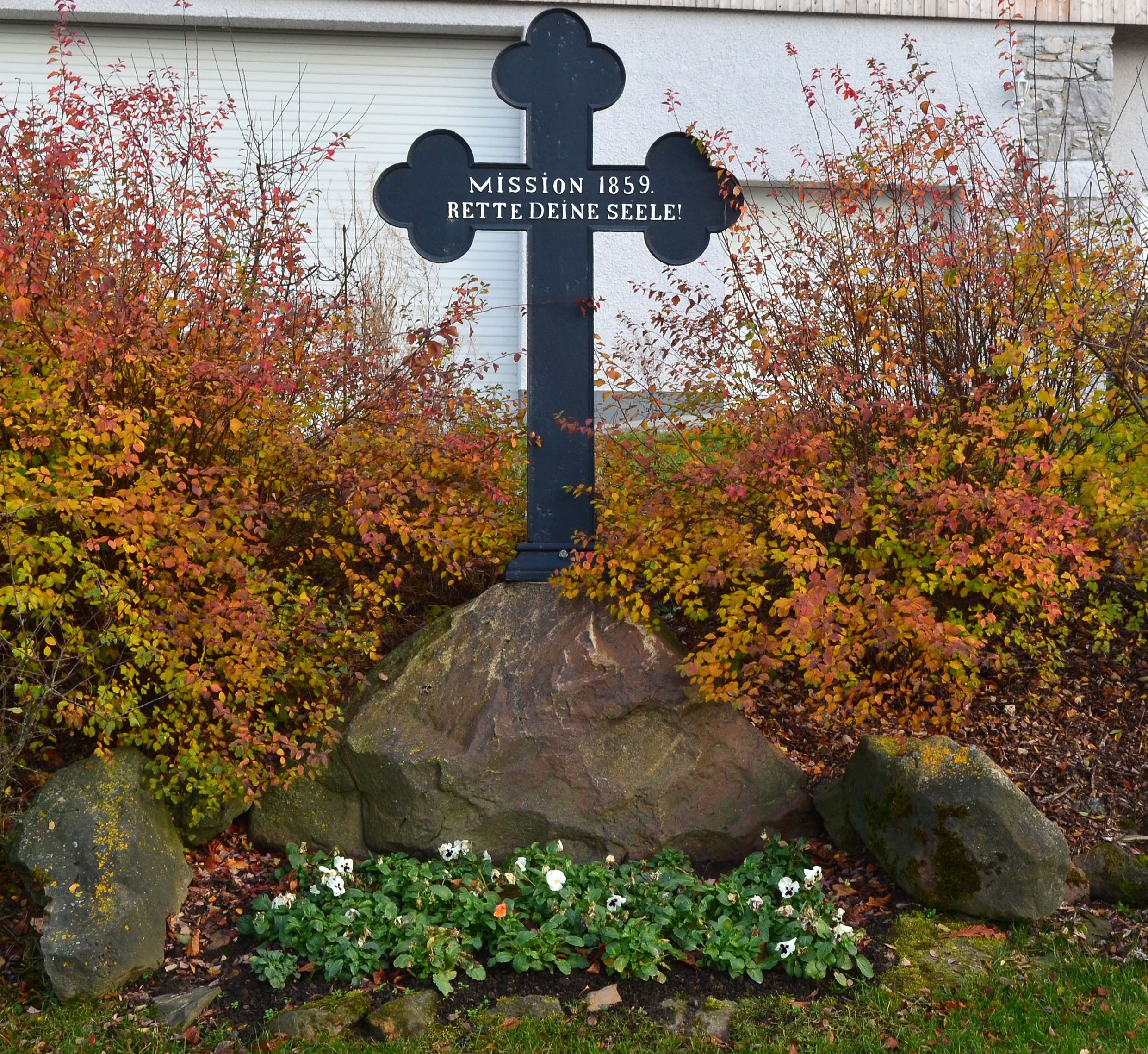
Missionskreuz von 1859